# Japan Post Service
Japan Post Service (яп. 郵便事業株式会社, ゆうびんじぎょうかぶしきがいしゃ, кириліз.: ю̄бінджіґьо̄-кабушікіґайшя) — японська компанія, що надає поштові, кур'єрські та інші послуги логістики, зі штаб-квартирою в районі Тійода, Токіо. Загальноприйняті скорочені назви, застосовувані в логотипі компанії, — англ. JP POST і яп. 日本郵便, кириліз.: ніхон ю̄бін. Корпоративний колір — червоний.

## Історія
Раніше компанія Japan Post була державною і володіла монополією в галузі поштового зв'язку. Процес розділу і приватизації компанії почався 1 жовтня 2007 року. Ця дата вважається датою заснування Japan Post Service.
У результаті землетрусу в Японії в березні 2011 року нормальна доставка поштової кореспонденції та пакунків була припинена.
Станом на травень 2018 року Японія потребувала 500 тис. працівників для будівництва, сільського господарства та сфери послуг. Проблему так і не вдалося розв'язати, тому через нестачу робочої сили поштова служба почала доправляти документи дронами.

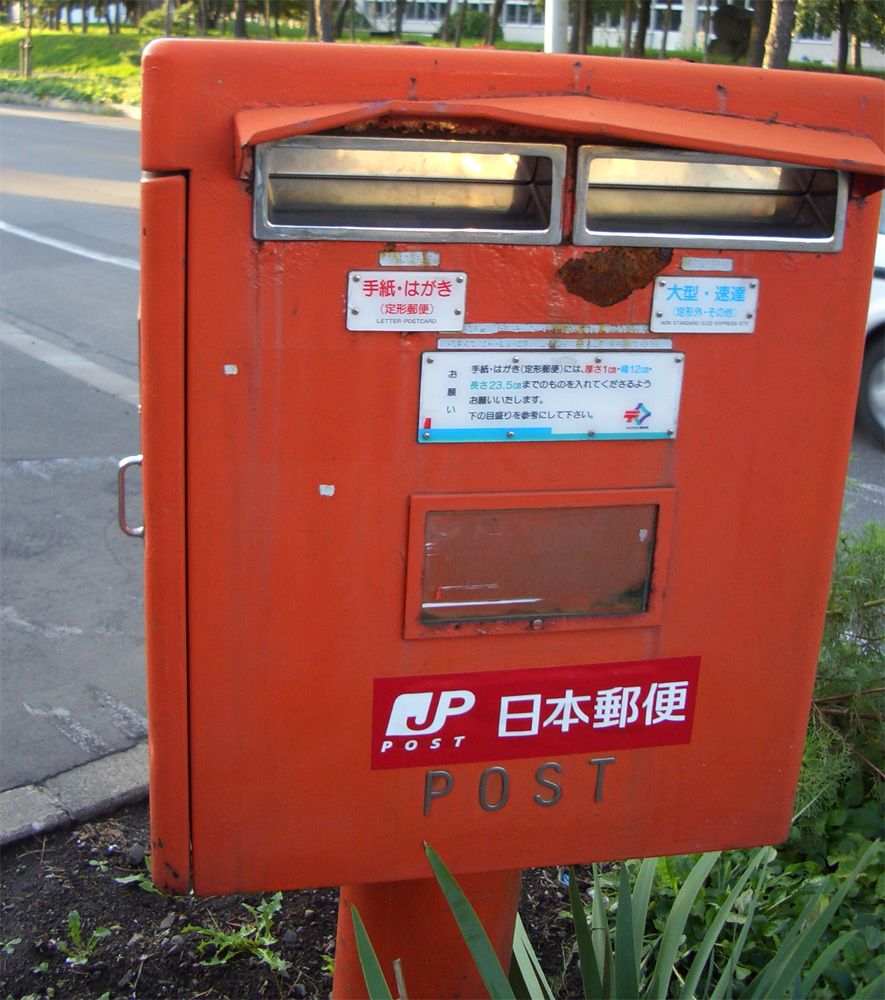
Японська поштова скринька.
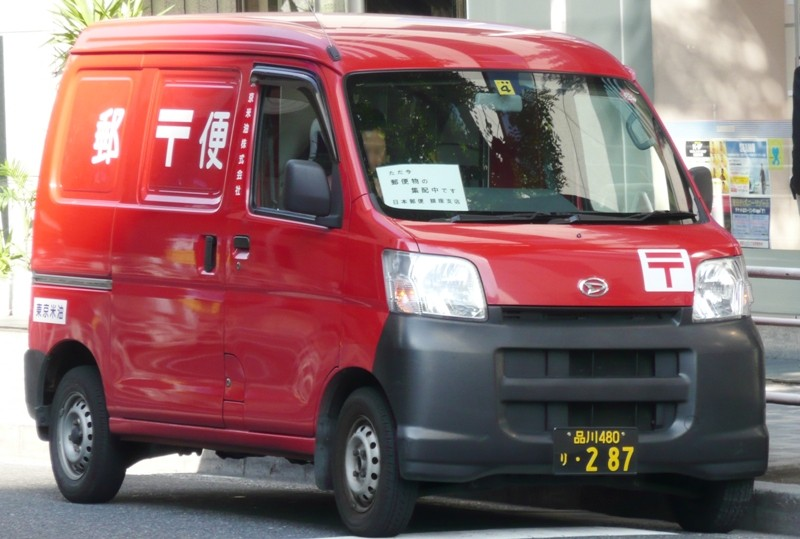
Автомобіль компанії Japan Post (Daihatsu Hijet).